# Саарлусвольфдоґ
Саарлусвольфдоґ (англ. Saarlooswolfdog) — порода службових собак, отримана Ліндертом Сарлосом (1884-1969) шляхом схрещування німецького вівчаря з вовком.

## Історія породи
Перший приплід від Вовчиці «Флер» та пса німецького вівчаря — «Герард-Ван-Франсенум» було отримано у 1925 р. Для продовження селекційної роботи з приплоду були відібрані найміцніші й найвитриваліші собаки. Вдруге кров дикого вовка була використана в 1962 р. (Вовчиця Флер-II) і знову з приплоду були вибрані найкращі цуценята. Відбір цуценят відбувався в восьмимісячному віці, коли у них було можливо чітко визначити вдачу та характер. У цих дослідах були досягнуті значні успіхи. Після смерті Саарлуса у 1969 р. його дружина і дочка продовжили експерименти. І після шестирічної роботи Голландський клуб собаківників визнав, нову породу, яка в 1981 р. зареєстрована в FCI під назвою Саарлусвольфдоґ (SaarloosWolfdog).
Саарлусвольфдоґи використовуються в Нідерландах та інших країнах Європи як поводирі сліпих, для порятунку потопельників, людей що потрапили у завали й в інших екстремальних ситуаціях. Але перевага у представників породи вовчих інстинктів обмежує її застосування як службових.

## Характер
Саарлусвольфдоґи живуть за законом зграї й господаря визнають ватажком, без якого-небудь спеціального дресирування. Їм властива незалежність і водночас — прихильність до господаря. Ці собаки, як і вовк, інстинктивно тримаються на безпечній відстані від людини або тварини, здатної заподіяти їм шкоду і завжди готові відступити в разі виникнення безпосередньої загрози. Вони не нападають на людину без причини, просто від переляку. Вольфдоґи можуть різко змінювати свою поведінку залежно від ситуації — від спокійного, байдужого до раптово агресивного. Вольфдоґи не гавкають, а лише іноді підвивають по-вовчи. І хоча вони вважаються службовими собаками, у них добре розвинений мисливський інстинкт, і вони можуть, як і вовки, полювати зграєю.
Станом на вересень 2016 р. Саарлусвольфдоґів в країнах СНД, включаючи Україну, не було.

## Стандарт породи
- Рух: типовий для вовка — легкий, широкий; непомітно переходить з одного Алюр⁣, а на іншій.
- Зріст та вага: висота в холці — кобеля — 65-75 см сук — 60-70 см вага — 36-42 кг.
- Статура: пропорційна. Довжина тулуба трохи перевищує висоту в холці.
- Голова: близька до форми голови вовка, череп в області чола широкий і трохи заокруглений у бік вух, у напрямку до очей звужується, утворюючи ніс; вилиці плоскі, потиличних бугрів не виділяється; довжина тімені й морди однакові; мочку широка і велика може бути чорна і коричнева; губи щільно прилеглі, сухі зуби гострі, в повному наборі, потужні.
- Очі: середні, мигдалеподібної форми, жовтого кольору.
- Вуха: стоячі, щільні, середньої величини, широкі біля основи, спрямовані дещо боку, покриті густою вовною.
- Шия: суха, сильна.
- Тулуб: грудна клітка — широка, не повинна спускатися нижче ліктів; спина пряма і міцна, передня частина мускулиста, круп злегка похилий.
- Кінцівки: передні кінцівки стрункі, лапи трохи розгорнуті в сторону; скакательні суглоби трохи зближені; лапи овальної форми, в комку, зі злегка вигнутими пальцями й міцними подушечками.
- Хвіст: низько посаджений, у спокійному стані — саблевидної форми, в русі підіймається вище, але не повинен бути занадто рухомим.
- Вовняний покрив: щільне м'яке підшерстя і жорстке остьове волосся, що щільно прилягає, пряме.
- Забарвлення: вовче, темно-сіре або коричневе.